# Ашаев, Артём Владимирович
Артём Владимирович Ашаев (род. 5 декабря 1988) — российский ватерполист, игрок ватерпольного клуба «Спартак-Волгоград».

## Карьера
С 2005 по 2013 год выступал за ватерпольный клуб «Штурм-2002». Трижды (2006, 2008, 2009) становился чемпионом России. Серебряный (2011) и бронзовый (2010, 2012, 2013) призёр чемпионата России. 
На летней Универсиаде 2013 года в Казани стал серебряным призёром, за что был отмечен Благодарностью Президента Российской Федерации.
В 2013 году перешёл в «Спартак-Волгоград». Осенью 2013 года второй раз стал обладателем Кубка России. В сезоне 2013/14 стал чемпионом России. А весной 2014 года стал обладателем LEN Euro Cup. В сезоне 2014/15 снова стал чемпионом России. Осенью 2015 года стал обладателем Кубка России.